# Everything Louder
Everything Louder è il decimo album in studio del gruppo heavy metal inglese Raven, pubblicato nel 1997.

## Tracce
1. Blind Eye – 3:50
2. No Pain, No Gain – 3:33
3. Sweet Jane – 5:01
4. Holy Grail – 3:51
5. Hungry – 5:01
6. Insane – 4:52
7. Everything Louder – 5:56
8. ??? – 0:29
9. Between the Wheels – 3:43
10. Losing My Mind – 3:07
11. Get Your Fingers Out – 3:40
12. Wilderness of Broken Glass – 6:06
13. !!! – 0:13
14. Fingers Do the Walking – 4:06
15. Bonus – 1:37

## Formazione
- John Gallagher - basso, voce
- Mark Gallagher - chitarra
- Joe Hasselvander - batteria